# Johanna Pakonen
Satu Johanna Desiree Pakonen (Oulu, 2 maggio 1976) è una cantante finlandese.

## Biografia
Johanna Pakonen ha studiato canto, chitarra e clarinetto al conservatorio. È salita alla ribalta nel 2002 con la sua partecipazione al festival del tango finlandese Seinäjoen Tangomarkkinat, dove è stata eletta vincitrice e incoronata regina del tango.
La vittoria alla rassegna le ha fruttato un contratto discografico con la Mediamusiikki, su cui ha pubblicato il suo album di debutto Anna yksi yö nel 2003, seguito da Niin kiire rakkauteen l'anno seguente; con il suo terzo disco del 2007, Kosketus jää, ha ottenuto il suo primo piazzamento nella classifica finlandese al 32º posto, mentre il quarto album Jälkeen kaiken suuren ha raggiunto la 41ª posizione nel 2010.
All'inizio del 2006 Johanna Pakonen ha partecipato a Euroviisut, il programma di selezione del rappresentante finlandese all'Eurovision Song Contest, presentando due brani: Liian monta yötä e Kerta viimeinen. Il secondo si è qualificato dalla semifinale, e nella finale del 10 marzo si è classificato al 9º posto su 12 partecipanti. Ha successivamente presentato l'edizione del 2009 del Seinäjoen Tangomarkkinat insieme a Mikko "Peltsi" Peltola.

## Discografia

### Album
- 2003 - Anna yksi yö
- 2004 - Niin kiire rakkauteen
- 2007 - Kosketus jää
- 2010 - Jälkeen kaiken suuren

### Raccolte
- 2013 - Kaikkien aikojen parhaat
- 2014 - Legendat

### Singoli
- 2002 - Anna yksi yö
- 2002 - Naisen sydän
- 2004 - Niin kiire rakkauteen
- 2006 - Valkoinen maa
- 2006 - Kerta viimeinen/Liian monta yötä
- 2007 - Peilipallo
- 2007 - Kosketus jää
- 2008 - Kesäksi kuntoon (con i Charlies)
- 2009 - Jälkeen kaiken suuren
- 2009 - Sylistä enkelten/Joka päivä ja joka ikinen yö
- 2010 - Rakkaus on kummallinen drinkki
- 2011 - Deja vu
- 2013 - Hei älti
- 2014 - Simsalabim
- 2014 - Sitä et koskaan kysynyt
- 2015 - Vieläkö tanssii nainen
- 2016 - Nämä päivät
- 2017 - HittiMedley 2017
- 2018 - Muistojeni tango

#### Come featuring
- 2005 - Tahdon sinut (Neljänsuora feat. Johanna Pakonen)